# Los Locos
Pour plus de détails, voir Fiche technique et Distribution.
Los Locos (ou Los Locos: Posse Rides Again) est un western canadien écrit et interprété par Mario Van Peebles et réalisé par Jean-Marc Vallée en 1997.

## Synopsis
Au cours des années 1800, dans le Far West, un tireur du nom de Chance est engagé par une none, pour escorter des personnes souffrant de troubles émotionnels à travers le désert.

## Fiche technique
- Réalisation : Jean-Marc Vallée
- Scénario : Mario Van Peebles
- Photographie : Pierre Gill
- Direction artistique : Greta Grigorian
- Décors : Mia Boccella
- Costumes : Tom Dawson
- Montage : Jean-Marc Vallée
- Musique : Lesley Barber
- Production : Mario Van Peebles, John E. Vohlers, W. Mark McNair et Alan Poul
- Société de production : Volcanic Films et Van Peebles Films
- Société de distribution : PolyGram Filmed Entertainment, Gramercy Pictures
- Pays de production :  Canada
- Langue originale : Anglais
- Format : Couleur - Son : Dolby SR
- Genre : Drame, Western
- Durée : 99 minutes
- Date de sortie : 20 décembre 1997

## Distribution
- Mario Van Peebles (VF : Éric Peter) : Chance
- Rene Auberjonois : Président
- Tom Dorfmeister : Petit frère
- Paul Lazar : Buck
- Rusty Schwimmer : Sœur Drexel
- Danny Trejo : Manuel Batista
- Melora Walters : Allison
- Eric Winzenried : Speckman
- Jean Speegle Howard : Mère supérieure
- Jim Cody Williams : Wyatt
- Reno Wilson : Deacon
- Brian 'Skinny B.' Lewis : Thomas
- Marc Miles : Spit
- Mike Traylor : Rat
- Sam Hernandez : Ortiz Batista
- Frank Soto : Natif
- Lisa Vitello : Clara
- Marcia Brown : Lil Edyl
- Robert May : Jimmy
- Sam Taylor : Joueur de guitar
- Joseph Culp : Capitaine Parrish
- Ted Parks : Un-Œil
- Joe Faust : Shérif
- Terey Summers : Commerçante
- James Espinoza : Bandit

 Source et légende : version française (VF) sur RS Doublage

## Production
À l'origine, le film est conçu comme un projet indépendant monté par le scénariste et producteur Mario Van Peebles. Une fois terminé, Polygram, qui avait précédemment sorti La Revanche de Jesse Lee (Posse), a acquis le film pour une sortie en vidéo et l'a vendu dans la plupart des territoires comme une suite, même s'il n'a aucun lien avec le film et que Van Peebles joue un personnage sans rapport avec son rôle dans le film précédent.

## Accueil critique
Sur IMDb, le film obtient une note de 4,9/10 avec 319 avis.